# 中華貴州魚
中華贵州鱼（学名：Kueichowlepis sinensis)，是一种已灭绝的盾皮鱼纲魚類，生存于泥盆纪的东亚。其种加词“sinensis”意为“中华的”。

## 生物分類
貴州魚屬獲古生物學家傑克·塞普考斯基於2002年的著作中歸類到節甲魚目中。